# Nico Burchert
Nico Burchert (* 24. Juni 1987 in Ost-Berlin) ist ein ehemaliger deutscher Fußballtorhüter. Er steht beim SC Paderborn 07 aktuell als Torwarttrainer unter Vertrag.

## Karriere
Der ältere Bruder des Torwarts Sascha Burchert wechselte im Jahr 2008 aus der zweiten Mannschaft von Hertha BSC zum SC Paderborn 07 und schaffte dort den Sprung in den Profikader. In der Saison 2008/09 der 3. Liga war er hinter Kasper Jensen und Sebastian Lange der dritte Torwart. Am drittletzten Spieltag kam er zu seinem ersten Profieinsatz; trotz der 0:2-Niederlage gegen die zweite Mannschaft von Werder Bremen stiegen die Paderborner in die 2. Bundesliga auf. Burchert blieb auch in den Folgejahren bei Paderborn Ersatzkeeper: So gab es etwa in der Spielzeit 2009/10 im Tor einen noch größeren Konkurrenzkampf, weil Daniel Masuch verpflichtet wurde. In der Saison 2013/14 war Burchert bei den Paderbornern dritter Torwart hinter Lukas Kruse und Daniel Lück. Zur Saison 2014/15 stieg Paderborn in die 1. Bundesliga auf, in der Burchert nur noch vierter Torwart hinter Lukas Kruse, Daniel Lück und Alexander Nübel war.
Nach dem Bundesligaabstieg des SC Paderborns zum Ende der Saison 2014/2015 wurde Burchert vom Ersatzkeeper zum Torwarttrainer befördert.

## Erfolge
- Aufstieg in die 2. Bundesliga 2009  (mit dem SC Paderborn)
- Aufstieg in die Bundesliga 2014  (mit dem SC Paderborn)